# Chablais
Ne doit pas être confondu avec Massif du Chablais.

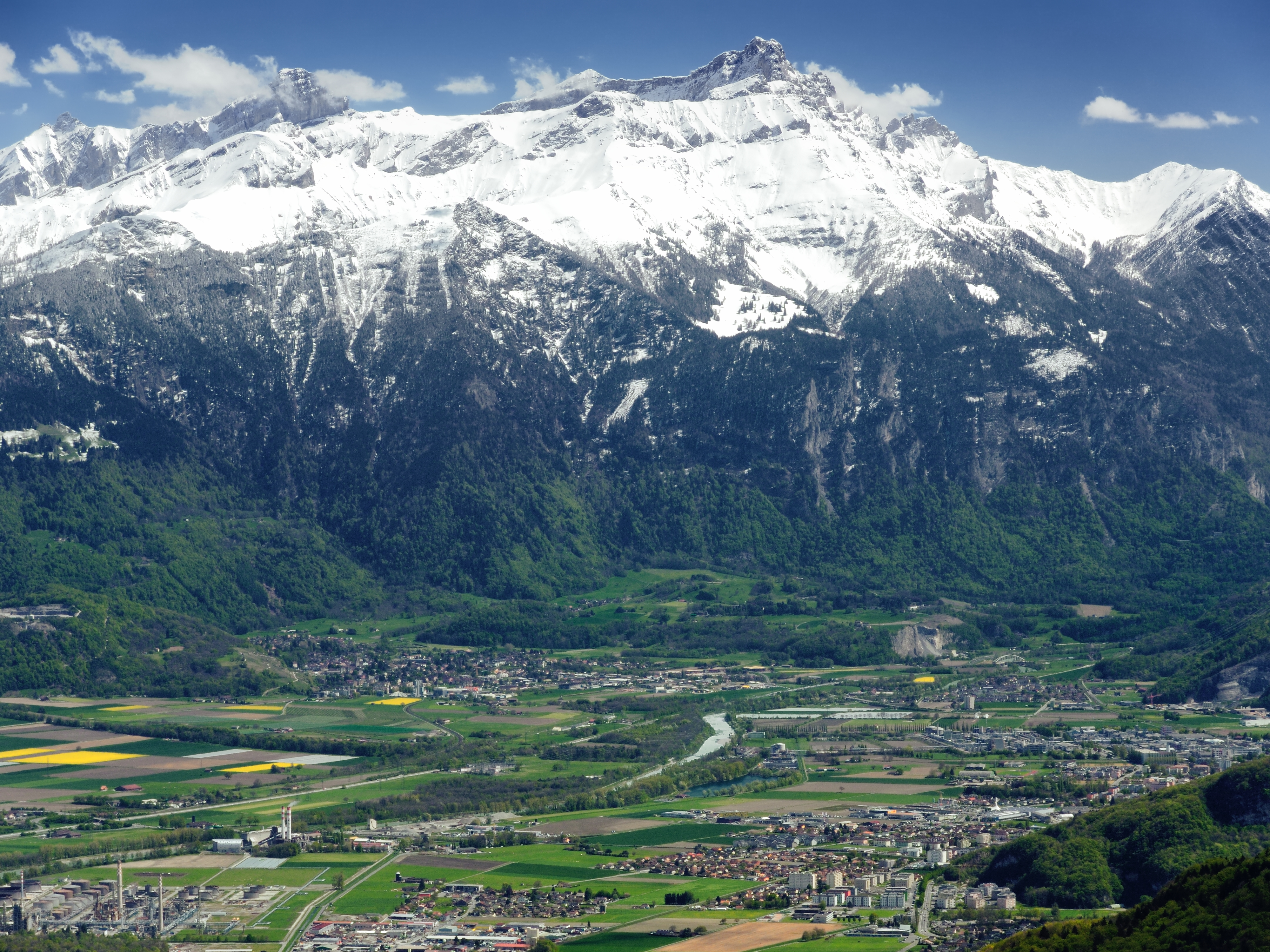
La vallée du Rhône et les Alpes vaudoises.

Le Chablais est une ancienne possession du comté de Savoie avant de devenir une province du duché de Savoie ayant Thonon-les-Bains pour capitale historique. Cette région historique est actuellement divisée en trois territoires, le Chablais savoyard, le Chablais valaisan, le Chablais vaudois et dépend de deux pays : la France (département de la Haute-Savoie) et la Suisse (cantons du Valais et de Vaud). Bordant la rive sud du Léman, la région est dominée par les Alpes.

## Toponymie
Le toponyme de la région provient du nom d'un ancien bourg situé à proximité de Villeneuve, dans le canton de Vaud,. Le nom de la localité en langue celtique était *Penn-Loch qui donne en gaulois Pennelucos autrement dit l'extrémité ou la « tête du Lac »,. Au XIe siècle, le Chablais désignait tout le territoire s'étendant sur les deux rives du Rhône, entre Évian et Vevey sous le nom « sommet » ou « tête du Lac ». Romanisé, le nom devient Pennelocus ou Pennilacus. Le nom latin Caput lacus (caput iaci ou caput lago), devint dans la langue vulgaire  Capo'  lai (lai = lac en arpitan).
Le terme aurait été employé pour la première fois par un fonctionnaire de Louis le Débonnaire en 826,. Mentionnée au cours des IXe, Xe et XIe siècles, la forme Caplatio au XIIe siècle devient en langue locale tsab-lé et en français Chablai dans une source de 1145, puis au siècle suivant Chablas, pour se stabiliser sous la forme Chablais,. Cette forme est toutefois attestée en 1076. Par le jeu phonétique, « p » devient une autre labiale « b », d'où Cab'lai puis Chab'lai.

## Gentilé
Les habitants de la région se nomment les Chablaisiens.

## Géographie

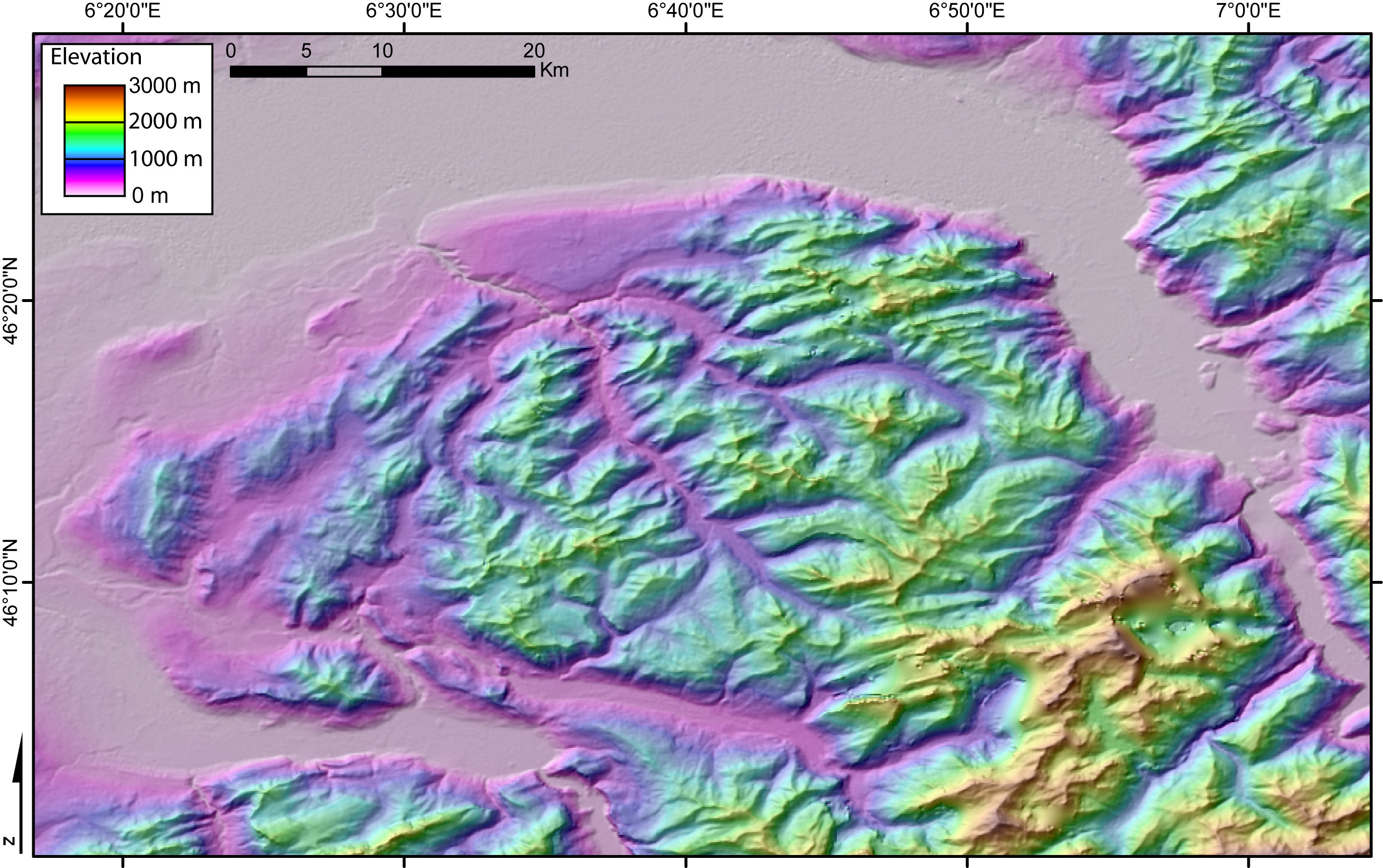
Modèle numérique de terrain du Chablais (en haut le Léman, à droite la plaine du Rhône).

### Chablais historiques
Les historiens ont distingué plusieurs sous-ensembles : l'Ancien Chablais, le Nouveau Chablais et le Chablais vaudois. L'« Ancien Chablais » ou « Chablais primitif » du Moyen Âge correspond à la « tête du Lac » — le Léman — au long de la rive gauche du Rhône, soit l'actuel Bas-Valais. Une autre définition donne la région comprise en entre la rivière de Trient (Valais) à l'Eau Froide (Vaud) et la Morge de Saint-Gingolph (Valais). Le « Nouveau Chablais » ou « Chablais savoyard » ou encore « Chablais actuel », voire de nos jours le « Chablais français », se situe entre la Dranse et la Morge,. Les historiens ont appelé « Chablais vaudois » les possessions savoyardes qui étaient enclavées dans le Pays de Vaud.

### Chablais actuels

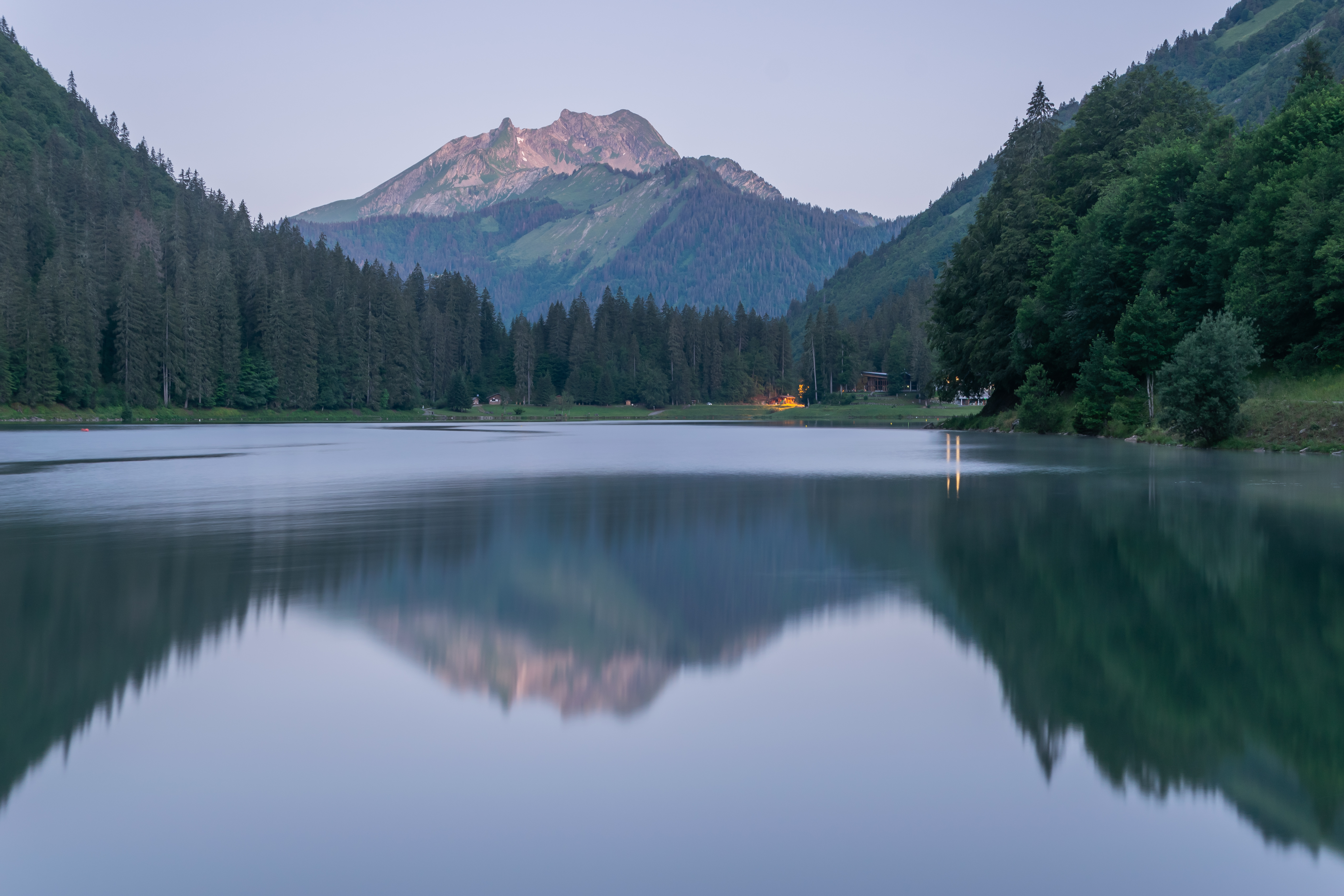
Le lac de Montriond et le roc d'Enfer dans le Chablais. Juin 2020.

Le Chablais suisse (Chablais vaudois et Chablais valaisan) est situé à l’extrémité vaudoise et valaisanne du Léman, en aval de la haute vallée du Rhône, sur les grandes voies reliant l'Italie au travers de la Suisse à la France du nord, la Belgique, les Pays-Bas et la vallée du Rhin. C'est une région entourée de nombreux sommets alpins, dont les dents du Midi, culminant à 3 257 m. En outre, trois communes de l'actuel canton de Genève étaient considérées comme faisant partie du Chablais, avant 1815 : il s'agit d'Hermance, d'Anières et de Corsier.
Le Chablais français (Chablais savoyard) s'étend au nord-est du département de la Haute-Savoie, entre le Léman et la vallée du Giffre. Il comprend trois zones géographiques : 
- au nord, le bas Chablais bordant la rive sud du Léman, plaine de l'avant-pays savoyard ;
- la Côte-en-Chablais et le pays de Gavot, région située entre le Léman et la vallée de la Dranse d'Abondance ;
- au sud, le haut Chablais montagneux avec comme principal centre touristique l'ensemble Morzine-Avoriaz, la vallée d'Aulps et le val d'Abondance.

Les communes les plus peuplées du Chablais sont : Thonon-les-Bains (34 973 hab), Monthey (17 660 hab.), Aigle (10 000 hab.), Évian-les-Bains (8 822 hab.), Collombey-Muraz (7 500 hab.), Ollon (7 000 hab.), Bex (7 000 hab.), Publier (6 753 hab.), Sciez (5 592 hab.), Villeneuve (5 700 hab.), Douvaine (5 509 hab.), Bons-en-Chablais (5 337 hab.), Saint-Maurice (4 500 hab.), Morzine (2 893 hab.).

## Histoire

### Néolithique final
Vers 2400 av. J.-C., une branche de la civilisation Saône-Rhône, de Suisse occidentale (Civilisation cordée) s'implante lentement sur les rives du Léman. Ils exportaient leurs productions (perles de cuivre, haches-marteaux) jusqu’au sud du Dauphiné en passant par Annecy, Fillinges, Haute-Savoie.
Des fouilles montrent une forte implantation dans la région à l'âge du bronze.

### Époque romaine

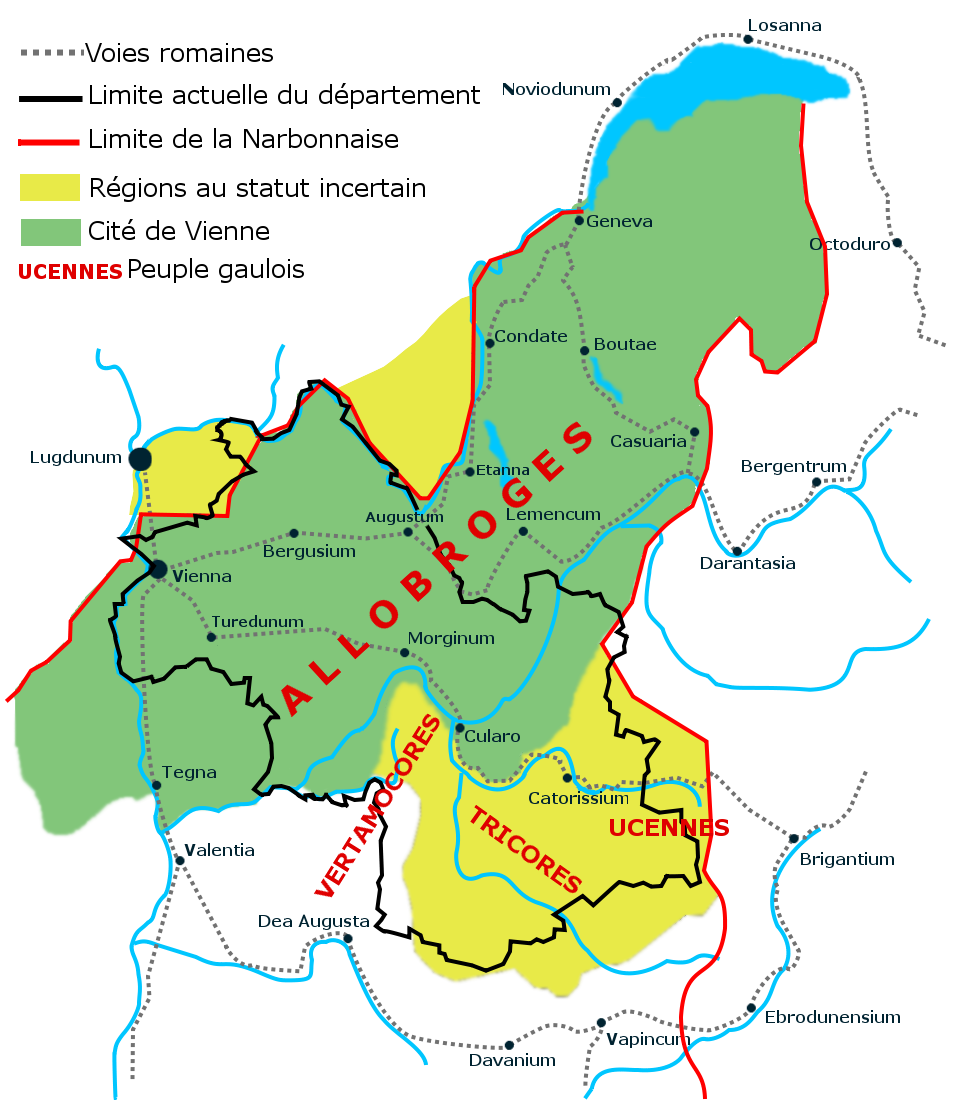
Territoire des Allobroges

Au Ier siècle, les Allobroges occupaient le Chablais, comme le démontrent des découvertes de pièces d’argent. Ils contrôlent l'avant-pays plat, entre le Rhône et les Alpes.
Les Romains interviennent dans la région à partir du IIe siècle av. J.-C. Des traces — tegulæ — d'une présence romaine ont été trouvées à Yvoire, à Nernier et à Messery. Des auteurs ont tenté de voir dans la mention du port militaire Ebrudunum Sapaudiæ dans un texte romain de la fin de l'Empire le site d'Yvoire. Les différentes recherches tendent à lui préférer la ville suisse d'Yverdon.

### Haut Moyen Âge
La Chronica Gallica (452) décrit l'installation des Burgondes dans la province de Sapaudia et le Chablais où de nombreuses tombes ont été trouvées.
L'abbaye de Saint-Maurice d'Agaune fut fondée en 515 par le futur roi burgonde saint Sigismond à l'emplacement d'un sanctuaire plus ancien abritant les restes de Maurice, martyr du IIIe siècle, érigé par Théodore ou Théodule, premier évêque connu du Valais.

### Moyen Âge

Armoiries du Chablais.

Au XIe siècle, le Chablais devient une possession de la maison de Savoie. Amédée III incorpore à ce territoire dit du « Vieux Chablais » la région de Thonon à Douvaine. Par opposition, cette dernière prendra le nom de « Nouveau Chablais ». Les princes de la maison de Savoie séjournaient sur les lieux réclamant leur présence, notamment au château de Chillon, dans le pays de Vaud, et au château de Ripaille, près de Thonon.
Au début du XIe siècle, Humbert-aux-Blanches-Mains reçoit de l'empereur germanique Conrad le Salien la province du Chablais alors appelée Comté de la Tête du Lac et entreprit de le mettre en état de défense. Il fit construire, à cet effet, le long des rives du lac, toute une série de châteaux et notamment celui d'Yvoire.
Le comte Amédée III de Savoie, au nom d'un droit de gouvernement sur le Chablais obtenu par les Humbertiens depuis l'empereur Conrad le Salique, prit prétexte d'une mauvaise administration du lieutenant impérial pour s'emparer des provinces du Chablais, puis de la vallée d'Aoste, et s'octroyer le titre de « duc de Chablais ». En 1128, il agrandit son domaine en ajoutant à son gouvernement — ce qu'on appelait le « Vieux Chablais » — la région s'étendant de l'Arve jusqu'à la Dranse d'Abondance, formant ainsi le « Nouveau Chablais », dont Saint-Maurice d'Agaune devint la capitale.
Le XIIe siècle voit aussi le développement du monachisme dans le Chablais : plusieurs monastères sont fondés près du lac ou dans les vallées reculées. C'est le cas de l'abbaye d'Abondance, de l'abbaye d'Aulps, de la chartreuse de Vallon, du prieuré de Meillerie, etc.
Au cours des XIIe et XIIIe siècles, le territoire du Chablais est partagé entre quelques familles féodales. Le Prince évêque de Genève exerce son épiscopat sur toute la rive gauche du Léman. Son autorité administrative s’étend de Genève au Bouveret et son diocèse est partagé en huit décanats, dont celui des Allinges où se trouvait naturellement le château des Allinges (Château-Vieux d'Allinges et Château-Neuf d'Allinges), mais aussi ceux d’Avully, de la Rochette, de Buffavent et de Coudrée. Le Chablais était aussi placé sous l’autorité de nombreux seigneurs : les comtes de Genève, les sires de Faucigny et les comtes de Savoie.

### Bailliage du Chablais
Le Chablais est l'un des huit bailliages des États de Savoie, il correspond au territoire comprenant la partie savoyarde actuelle ainsi que la vallée du Rhône, de la pointe du Léman jusqu'aux abords de Sion, en passant par Aigle et Martigny, ainsi que les fiefs du pays de Vaud, de Chillon, de Vevey et de Payerne,,. L'organisation administrative civile et militaire du comté de Savoie repose, à partir de Pierre II de Savoie, sur les châtellenies, puis les bailliages. Le bailli siège le plus souvent château de Chillon,, parfois à Evian ou à Conthey, selon le contexte les événements.
Le Chablais et le Vieux-Chablais (l'actuel Bas-Valais) sont découpés en seize châtellenies : Chillon-Villeneuve ; Genève (Île-de-Genève) ; Versoix (Versoy) ; La Corbière ; Yvoire-La Rovorée ; Allinges-Thonon (Thonon devient le centre à partir de 1288) ; Évian et Féternes ; Saint-Maurice-d'Agaune-Monthey (à partir de 1350, Monthey devient une châtellenie indépendante) ; Saxon ; Sembrancher ; Entremont ; Vevey ; Tour de Peil (Peilz) ; Châtel-Saint-Denis ; Conthey et Saillon.
En 1475, durant la guerre de Bourgogne, Berne conquiert une partie du bailliage du Chablais et forme le gouvernement d'Aigle. 

### Fin de la domination savoyarde
En 1475, les Valaisans, à la suite de la victoire de la Planta, acquièrent une partie du Vieux Chablais. Cependant, Monthey et la partie inférieure du Valais restent sous l'autorité de la maison de Savoie. La même année les Bernois occupent le Chablais sur la rive droite du Rhône et forme avec les Mandements d'Aigle, de Bex, d'Ollon et des Ormonts le gouvernement d'Aigle.
En 1536, à la suite de l'agression savoyarde sur Genève, Berne déclare à nouveau la guerre au duc de Savoie; les troupes conduites par Hans Franz Nägeli traversent le pays de Vaud sans rencontrer beaucoup de résistance. Nägeli occupe Genève où il est accueilli en libérateur.
Puis les Bernois depuis l'ouest s'emparèrent du bailliage du nouveau Chablais jusqu'à Thonon. Cependant les Valaisans accueillent mal la nouvelle de l'invasion bernoise. Après la prise du pays de Vaud, ils s'inquiètent et craignent que les troupes bernoises n'occupent Monthey et la région lémanique de la Savoie. Après en avoir informé le duc de Savoie, les Valaisans viennent occuper le territoire de Saint-Maurice à Évian pour le défendre et assurer le maintien de la foi, avec la promesse de le rendre plus tard au duc, contre remboursement de leurs frais.
La Dranse marqua alors la frontière entre le bailliage bernois de Thonon et les gouvernements valaisans d'Évian (excepté Maxilly, le seigneur ayant déjà prêté serment à Berne), de Saint-Jean-d'Aulps et de Monthey. Les communes de Saint-Gingolph (1er février), Évian (le 9), les communautés de la vallée d'Abondance, de Vacheresse et de Bonnevaux (le 20), puis celles de Saint-Jean-d'Aulps et du Biot (le 22) adhèrent très rapidement aux nouvelles autorités valaisannes. Maxilly devient bernois, le seigneur ayant prêté serment à Berne.
En 1553, Emmanuel-Philibert de Savoie souhaite reprendre les États perdus par son père. Il réclame le patrimoine de ses ancêtres en région lémanique. En 1559 le duc Emmanuel-Philibert de Savoie, rétabli dans une partie de ses États par les traités du Cateau-Cambrésis, lorgnait désormais sur le pays de Vaud en faisant valoir l'ordre de restitution intimé à Berne par la diète d'Empire de 1542. Mais ses anciens sujets du canton de Vaud ne désirent plus redevenir Savoyards ni catholiques[réf. nécessaire].
Avec les traités de Lausanne (1564), puis de Thonon (1569), la Savoie perd définitivement sa domination sur le Chablais pour ne conserver que la partie dite savoyarde, avec Thonon pour capitale.
Durant les mois de février et de mars 1569 le Valais et le duc Emmanuel-Philibert se réunirent à Thonon pour réaffirmer leur alliance de défense mutuelle et restituer à la Savoie ses territoires chablaisiens.
Le traité de Thonon, signé le 4 mars 1569, ratifié à Sion le 23 mars 1569 et à Chambéry, le 4 avril, fixe définitivement la frontière des deux États à la Morge de Saint-Gingolph. Le Valais restitue au duc de Savoie les gouvernements d'Évian et de Saint-Jean-d'Aulps, mais garde celui de Monthey, établissant ainsi en Chablais les frontières telles que nous les connaissons aujourd'hui.
La guerre reprit entre Genève et la Savoie en 1589. Les Suisses et les Genevois prirent Thonon et Ripaille. Avec la paix de 1593, la reconquête catholique du Chablais occidental débuta notamment par les efforts pacifiques de François de Sales.

### Annexion du Chablais savoyard à la France
Après la première abdication de Napoléon Ier, le traité de paix de Paris du 30 mai 1814 partage les États de Savoie : Chambéry, Annecy et Rumilly demeurent français tandis que le Chablais, le Faucigny et l'arrondissement de Genève, ex-chef-lieu du département du Léman de 1798 à 1813, ne sont pas encore attribués. Ainsi, les Savoyards du Nord, qui songent à perpétuer l'expérience bénéfique du département du Léman, manifestent le désir de s'unir à la Suisse. Mais, à cette époque, les Genevois calvinistes sont réticents à incorporer des territoires peuplés de catholiques et les puissances catholiques s'opposent à la cession de fidèles à la « Rome protestante ».
Après la seconde abdication de l'empereur Napoléon Ier, le second traité de Paris est signé le 20 novembre 1815 entre les mêmes parties. Il ramène la France à ses frontières d'avant ses conquêtes révolutionnaires et napoléoniennes. Entre autres, il lui ôte les villes d'Annecy et de Chambéry. Selon l'article I « Les frontières de la France seront telles qu'elles étaient en 1790, sauf les modifications de part et d'autre indiquées dans l'article présent. » et selon le § 4 du même article I : « Des frontières du canton de Genève jusqu'à la Méditerranée, la ligne sera celle qui, en 1790, séparait la France de la Savoie et du canton de Nice. Les rapports que le traité de Paris de 1814 avaient établis entre la France et la principauté de Monaco, cesseront à perpétuité, et les mêmes rapports existeront entre cette principauté et S. M. [= Sa Majesté] le roi de Sardaigne. » Le traité fixe aussi les frontières entre Genève et la France.
Le royaume de Piémont-Sardaigne prenant la tête du mouvement vers l'unité italienne alors que la France se trouve sous le Second Empire, les libéraux savoyards songent de nouveau à un rattachement de la Savoie du Nord (plus exactement les provinces du Chablais, du Faucigny et du Genevois) à la Suisse. Celle-ci, plus proche du régime libéral piémontais que du régime conservateur français, se montre intéressée et, aussitôt qu'est connue, en janvier 1860, la volonté de Napoléon III d'entamer le processus de cession de la Savoie à la France en échange des services rendus au Piémont dans sa campagne d'Italie contre l'Autriche, Berne exprime son souhait de voir la Savoie du Nord rattachée à la Confédération suisse.
Lors des débats sur l'avenir du duché de Savoie, en 1860, la population est encore sensible à l'idée d'une union de la partie nord du duché à la Suisse. Une pétition circule dans cette partie du pays (Chablais, Faucigny, Nord du Genevois) et réunit 13 651 signatures,. Comme un important mouvement populaire se manifeste en Savoie du Nord en faveur d'un rattachement à la Suisse, le ministre des Affaires étrangères français fait la réponse suivante : « L'Empereur m'a chargé de vous dire que si l'annexion [de la Savoie à la France] devait avoir lieu, il se ferait un plaisir, par sympathie pour la Suisse, [...] d'abandonner à la Suisse, comme son propre territoire, les provinces du Chablais et du Faucigny »[réf. nécessaire]. 
Mais la volte-face de Napoléon III, la fermeté de Cavour, la perspective du démembrement de la Savoie historique (duché de Savoie), la disproportion des moyens mis en œuvre par la France et la Suisse pour s'emparer de la Savoie et convaincre les Savoyards, la proposition, en cas d'annexion à la France, de créer une grande zone franche qui permettrait de maintenir les liens économiques privilégiés entre la Savoie du Nord et la Suisse font échouer cette entreprise. Pour contrecarrer la volonté populaire, le chef de l'Etat français Napoléon III, décidé à annexer la Savoie tout entière, propose à la Savoie du Nord la création d'une grande zone franche au nord d'une ligne Saint-Genix-sur-Guiers, Le Châtelard, Faverges, Les Contamines-Montjoie, afin que l'annexion par la France ne sape pas les ponts commerciaux entre les Savoyards, les Genevois et les Valaisans.
La Savoie est annexée à la suite du plébiscite organisé les 22 et 23 avril 1860 où 99,8 % des Savoyards répondent « oui » à la question « La Savoie veut-elle être réunie à la France ? ». Dans un grenier à Bonnatrait, après le vote, on retrouva uniquement des bulletins Oui et Oui et zone, laissant à penser que les bulletins NON n'avaient simplement pas été imprimés.
Au lendemain de la Première Guerre mondiale, la France entreprend des pourparlers avec la Suisse pour obtenir la suppression des zones franches du Pays de Gex et de Savoie. Un accord est signé le 7 août 1921, mais cette convention est rejetée à une énorme majorité le 8 février 1923 par le peuple suisse consulté par référendum. La France décide de passer outre et repousse sa frontière douanière jusqu'à sa frontière politique. L'affaire est portée devant la Cour permanente de justice internationale de La Haye, qui condamne la France, par un arrêt en date du 7 juin 1932 à rétablir les zones franches au plus tard le 1er janvier 1934. À cette date, la France recule sa ligne douanière, non plus jusqu'à la Valserine, mais sur les crêts du Jura, avec un poste de douane au col de la Faucille.

## Activités

### Transports

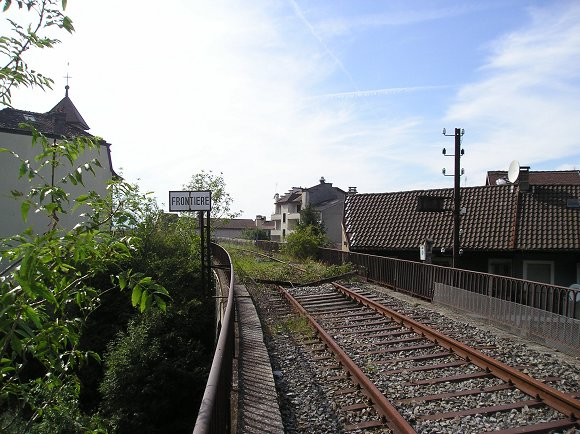
Viaduc de la Morge sur la ligne du Tonkin.

Le tracé de Machilly à Thonon reprend celui de l'autoroute délaissant les acquisitions de terrains (environ 80 %) faites par le conseil général début des années 1980 qui reliaient la 2 × 2 voies de Machilly-Loisin à celle de Sciez-Thonon en passant par le nord de Douvaine ce qui permettait ainsi d'évacuer le trafic pendulaire (Thonon-Genève) et de désenclaver le reste du Chablais (accès touristique d'Yvoire, Nernier et Excenevex et trafic économique vers Thonon et le haut Chablais). Début 2012, l'ensemble des financements n'a été trouvé que pour le tronçon « carrefour des Chasseurs » à Machilly pour sa mise en 2 × 2 voies et moins de 70 % pour ce qui est de Machilly à Thonon.
Le chemin de fer est lui aussi reconsidéré afin de mieux relier le Chablais savoyard au Valais, à Annemasse et à Genève. Des voix s'élèvent afin de réhabiliter la ligne ferroviaire existante, dites du « Tonkin », fermée en 1998 en France entre Saint-Gingolph et Évian-les-Bains et toujours en service en Suisse.

### Sport et tourisme
Depuis 2001, le Centre mondial du cyclisme de l'Union cycliste internationale est établi à Aigle.
Plusieurs communes balnéaires s'égrènent le long de la rive sud du Léman, dont : Yvoire, Excenevex, Sciez, Thonon-les-Bains, Évian-les-Bains, Meillerie, Saint-Gingolph, Port-Valais, etc.
Il abrite également quelques parcs de loisirs comme « Aquaparc », « Swiss Vapeur Parc » et le parc accrobranche Leman Forest.

### Stations de sports d'hiver
Le Chablais héberge entre autres les Portes du Soleil qui peut être considéré comme l'un des plus grands domaines skiables internationaux du monde avec 650 km de pistes et 280 installations de remontées mécaniques, mais sans être intégralement reliées.
- Abondance, domaine skiable des Portes du Soleil (France)
- Avoriaz, domaine skiable des Portes du Soleil (France)
- Bellevaux-Hirmentaz (France)
- Bellevaux- La Chèvrerie, domaine skiable Espace Roc d'Enfer (France)
- Bernex-Dent d'Oche (France)
- Champéry, domaine skiable des Portes du Soleil (Suisse)
- Châtel (France), domaine skiable des Portes du Soleil (France)
- Col du Feu-Lullin (France)
- Drouzin-Le-Mont-Le Biot-Col du Corbier (France), domaine skiable des Portes du Soleil (France)
- Gryon, domaine skiable de Villars-Gryon (Suisse)
- La Chapelle-d'Abondance, domaine skiable des Portes du Soleil (France)
- Les Diablerets (Suisse)
- Les Gets, domaine skiable des Portes du Soleil (France)
- Les Habères (France), domaine skiable de la commune d'Habère-Poche
- Les Mosses (Suisse)
- Leysin (Suisse)
- Montriond, domaine skiable des Portes du Soleil (France)
- Morzine, domaine skiable des Portes du Soleil (France)
- Saint-Jean-d'Aulps : La Grande-Terche, domaines skiables de l'Espace Roc d'Enfer et des Portes du Soleil (France)
- Thollon-les-Mémises (France)
- Morgins, domaine skiable des Portes du Soleil (Suisse)
- Val D'Illiez (Suisse), Champoussin, Les Crosets, domaine skiable des Portes du Soleil
- Villars-sur-Ollon, domaine skiable de Villars-Gryon (Suisse)
- Torgon, domaine skiable Portes du Soleil (Suisse)

## Culture

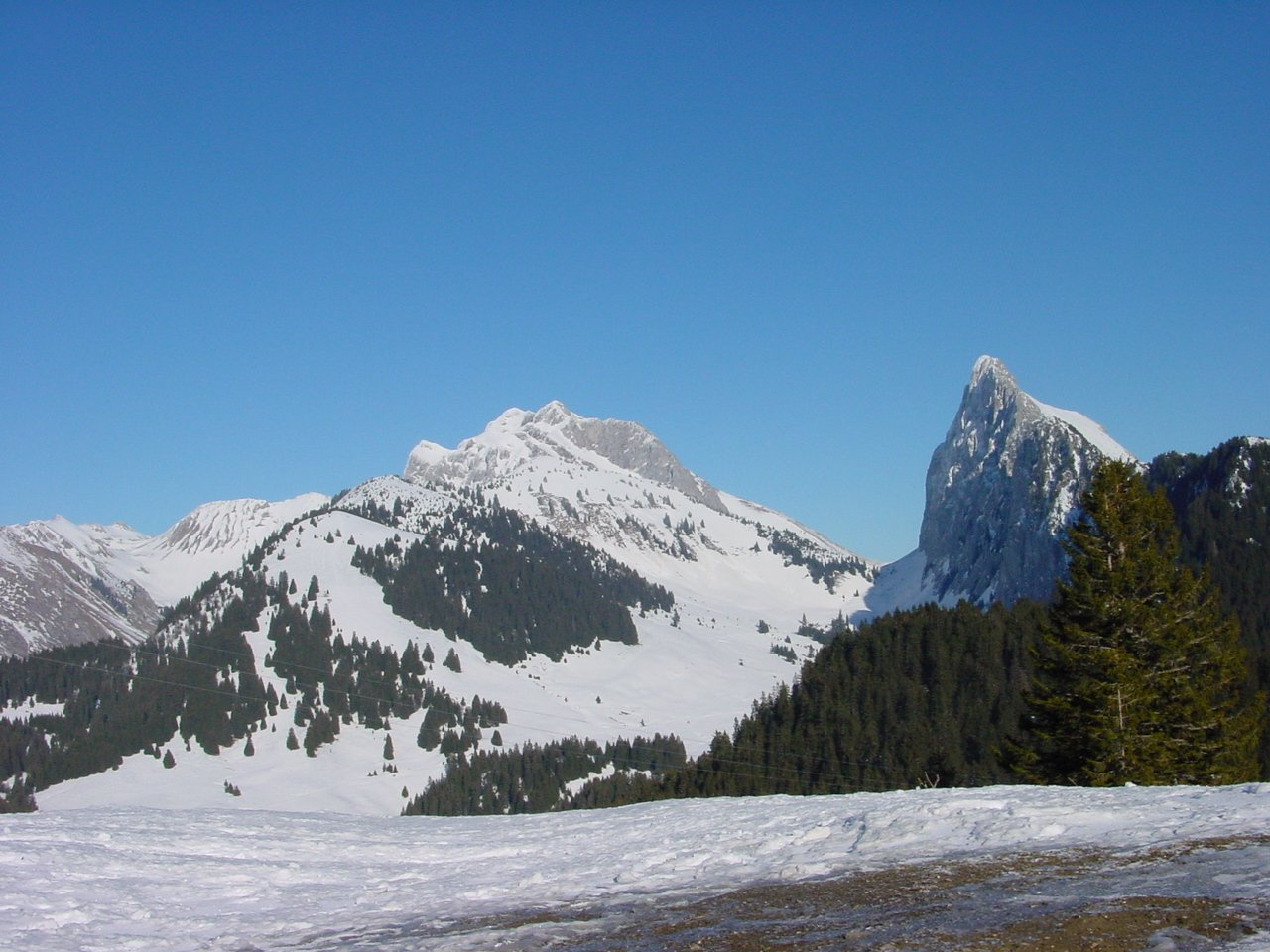
Vue des Cornettes de Bise et du mont Chauffé.

### Langue régionale
Le savoyard est un dialecte arpitan (l'une des trois langues gallo-romanes) encore en usage dans certains villages (notamment Bellevaux). Il a influencé le français parlé localement dans son vocabulaire et dans ses tournures grammaticales. Le docteur et journaliste André Depraz a publié en 1998 Le Dictionnaire du chablaisien, ouvrage mentionnant près de 3 000 arpitanismes des Chablaisiens, préfacé par Valère Novarina.

### Gastronomie
L'aire délimitée du fromage d'Abondance correspond approximativement à la région du Chablais français.
La pormonaise est une charcuterie traditionnelle du Chablais.
La chèvre est typique du Chablais. Il y a, encore aujourd'hui, dans quelques foyers, un broyeur, un pressoir et surtout un savoir-faire ; dans le temps il y avait un grand pressoir sur certaines places de villages. Les gens apportaient leurs « pitains » (pommes broyées) pour faire leur cidre (appelé la maude, le forcé).

### Médias
- TV8-Mont-Blanc est la pionnière des télévisions locales privées, regardée par plus de 20 millions d'habitants en France et en Suisse.
- C'est depuis le Chablais qu'était diffusée, dans les années 1970, la radio pirate Allobroges no 1 animée en arpitan par des membres du Mouvement Région Savoie.
- Aujourd'hui La Radio Plus (anciennement Radio Thollon) est l'une des plus écoutées sur le Chablais savoyard et sur toute la Haute-Savoie.
- Les groupes publics français Radio France et France Télévisions y possèdent la radio locale Radio Bleu Pays de Savoie, également très écoutée, et France3 Haute-Savoie.
- RCF Haute-Savoie est une radio catholique locale.
- Radio Chablais est quant à elle l'une des plus importantes stations FM de la partie helvétique.
- Le groupe de presse français Le Dauphiné édite un quotidien, édition « Léman-Genevois ».
- Le Messager, édition « Chablais », est l'hebdomadaire du Chablais haut-savoyard. Basé à Thonon, il est aussi la tête d'un groupe plus important, le groupe Presse Alpes-Jura qui édite plusieurs autres hebdomadaires dont L'Essor savoyard.
- Le Vendredi est un magazine bimensuel du Chablais valaisan fondé en 1997 et basé à Monthey.